# Hof Steinbach
Hof Steinbach ist eine Kleinsiedlung, die auf der Gemarkung des Tauberbischofsheimer Stadtteils Dittigheim im Main-Tauber-Kreis liegt und im Hochmittelalter vermutlich als Rodungssiedlung entstand.

## Geographie

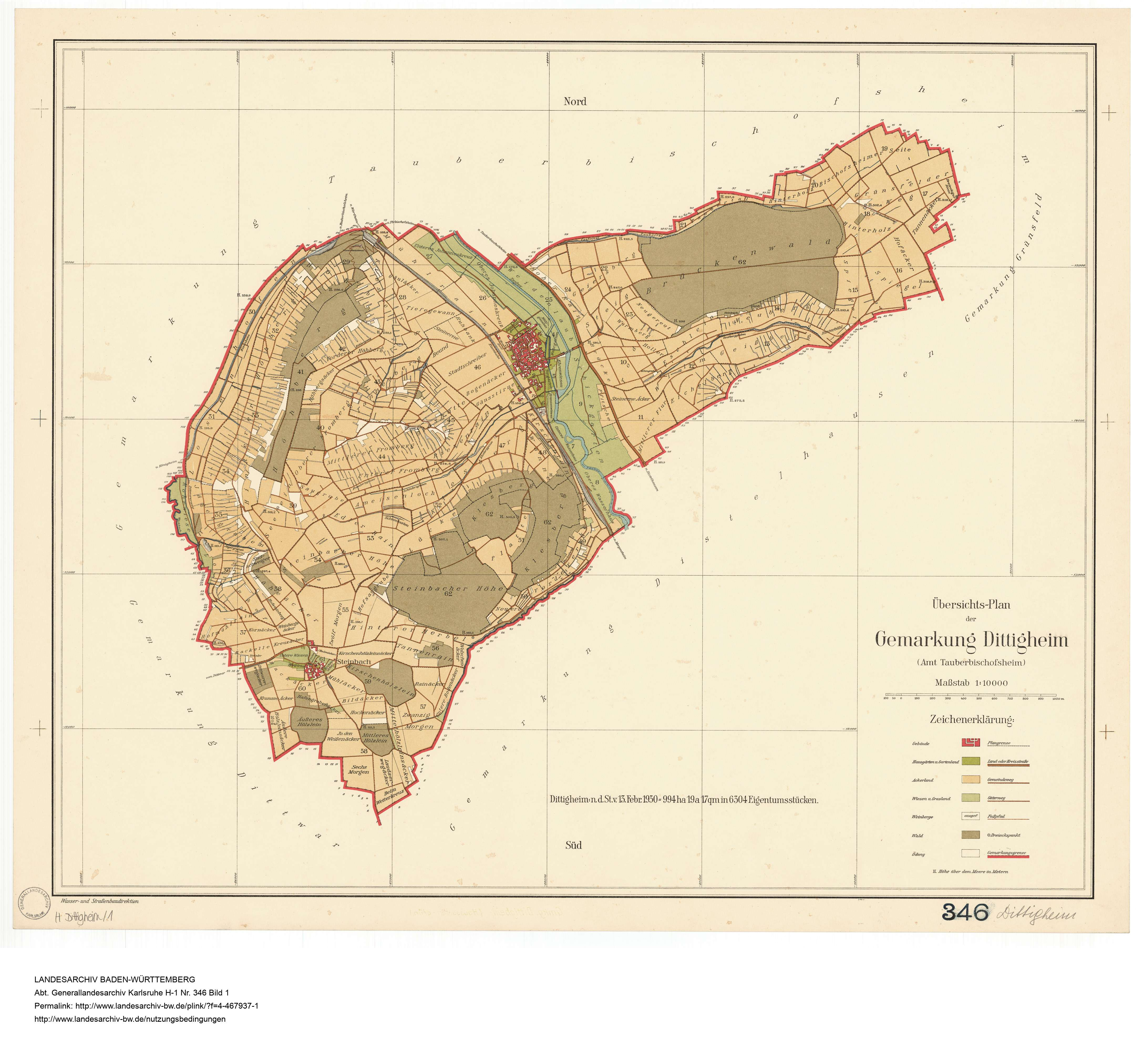
Gemarkung von Dittigheim mit dem zugehörigen Hof Steinbach, 1930

Hof Steinbach liegt etwa vier Kilometer südlich der Stadt Tauberbischofsheim, einen Kilometer östlich des Stadtteils Dittwar, zwei Kilometer südwestlich des Stadtteils Dittigheim und zwei Kilometer westlich des Stadtteils Distelhausen.

## Geschichte

### Mittelalter
Die Kleinsiedlung Hof Steinbach entstand wohl im 11./12. Jahrhundert als Rodungssiedlung, worauf Aufzeichnungen aus dem Grünsfelder Zinsbuch von 1415 hindeuten. Im Jahre 1322 wurde Hof Steinbach erstmals urkundlich als villa Steinbach (Dorf Steinbach) erwähnt. Schon in der Anfangszeit bestand die Kleinsiedlung vermutlich aus drei Höfen. 1415 wurden drei Höfe urkundlich erwähnt, die in der Folge mehrfach geteilt wurden.

### Neuzeit
In der Mitte des 16. Jahrhunderts wurde die zuvor unabhängige Siedlung Hof Steinbach dem Dorfgericht in Dittigheim zugeordnet. Im Jahre 1578 wurde die Zugehörigkeit zu Dittigheim urkundlich erwähnt. Zwischen 1645 und 1650 blieben die Felder unbebaut, als der Weiler kurzzeitig verlassen war.
Der zwischenzeitlich abgesonderte Hof Steinbach wurde im Zuge einer neuerlichen Gemeindereform am 1. April 1935 wieder der Gemeinde Dittigheim eingegliedert. Gemeinsam mit Dittigheim wurde der Weiler am 1. Januar 1975 anlässlich der Gebietsreform in Baden-Württemberg in die Stadt Tauberbischofsheim umgegliedert.

## Kultur und Sehenswürdigkeiten

### Bauwerke und Baudenkmale
Siehe auch: Liste der Kulturdenkmale in Tauberbischofsheim-Dittigheim mit dem Dorf Dittigheim und der Kleinsiedlung Hof Steinbach

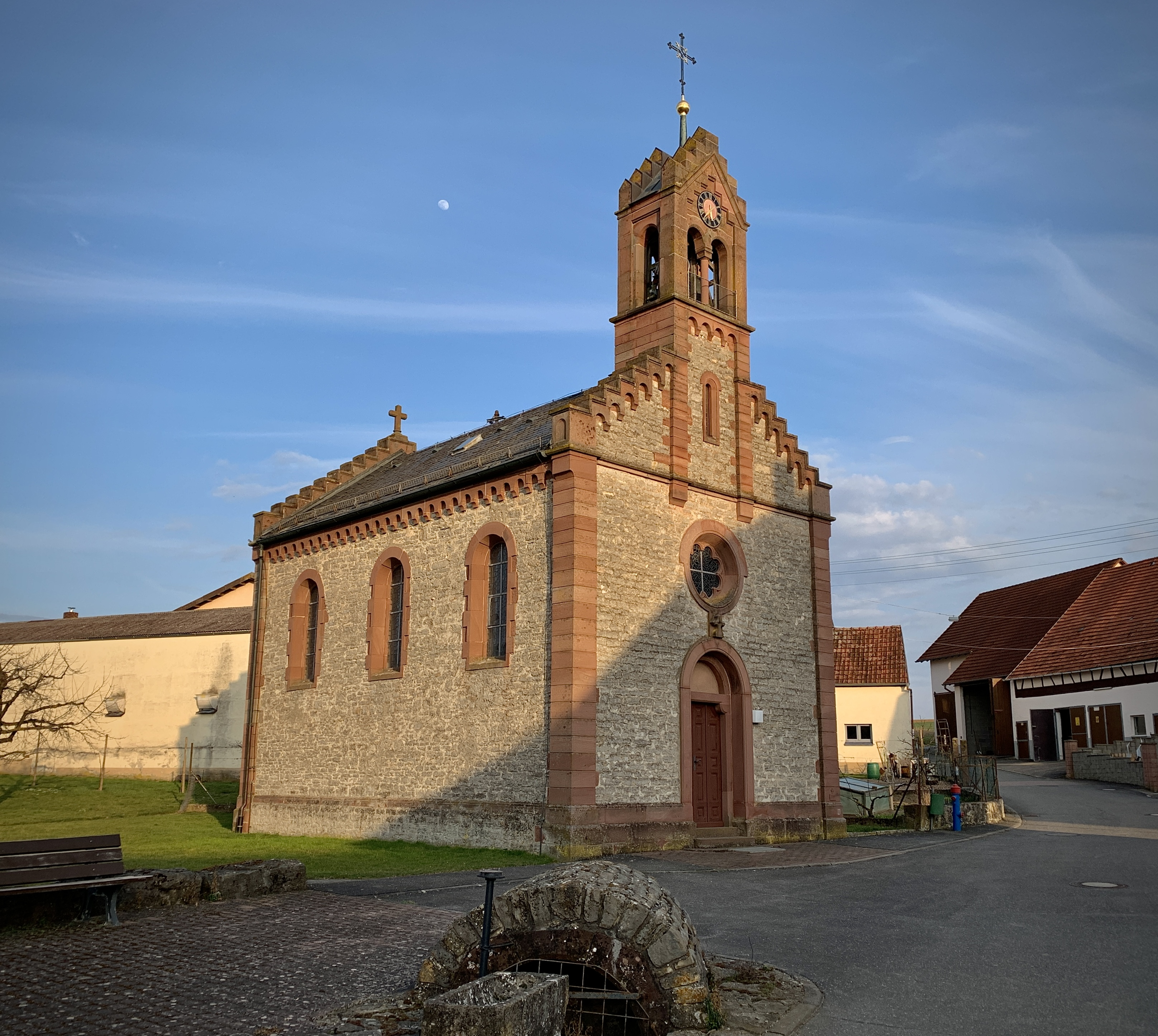
Kapelle zur Schmerzhaften Muttergottes in Hof Steinbach (2021)

#### Kapelle zur Schmerzhaften Muttergottes
Mitten in der Siedlung Hof Steinbach befindet sich die römisch-katholische Kapelle Zur Schmerzhaften Muttergottes (Schmerzen Mariens).
Da es in Hof Steinbach keine evangelische Kapelle gibt, besuchen die evangelischen Gottesdienstteilnehmer die evangelische Christuskirche in Tauberbischofsheim.

#### Bildstöcke und Steinkreuze
Um die Kleinsiedlung befinden sich zahlreiche Bildstöcke und Steinkreuze. Unter anderem eine Pietà-Darstellung unmittelbar nach dem Ortsausgang in Richtung Dittwar.

Bildstöcke und Steinkreuze um Hof Steinbach
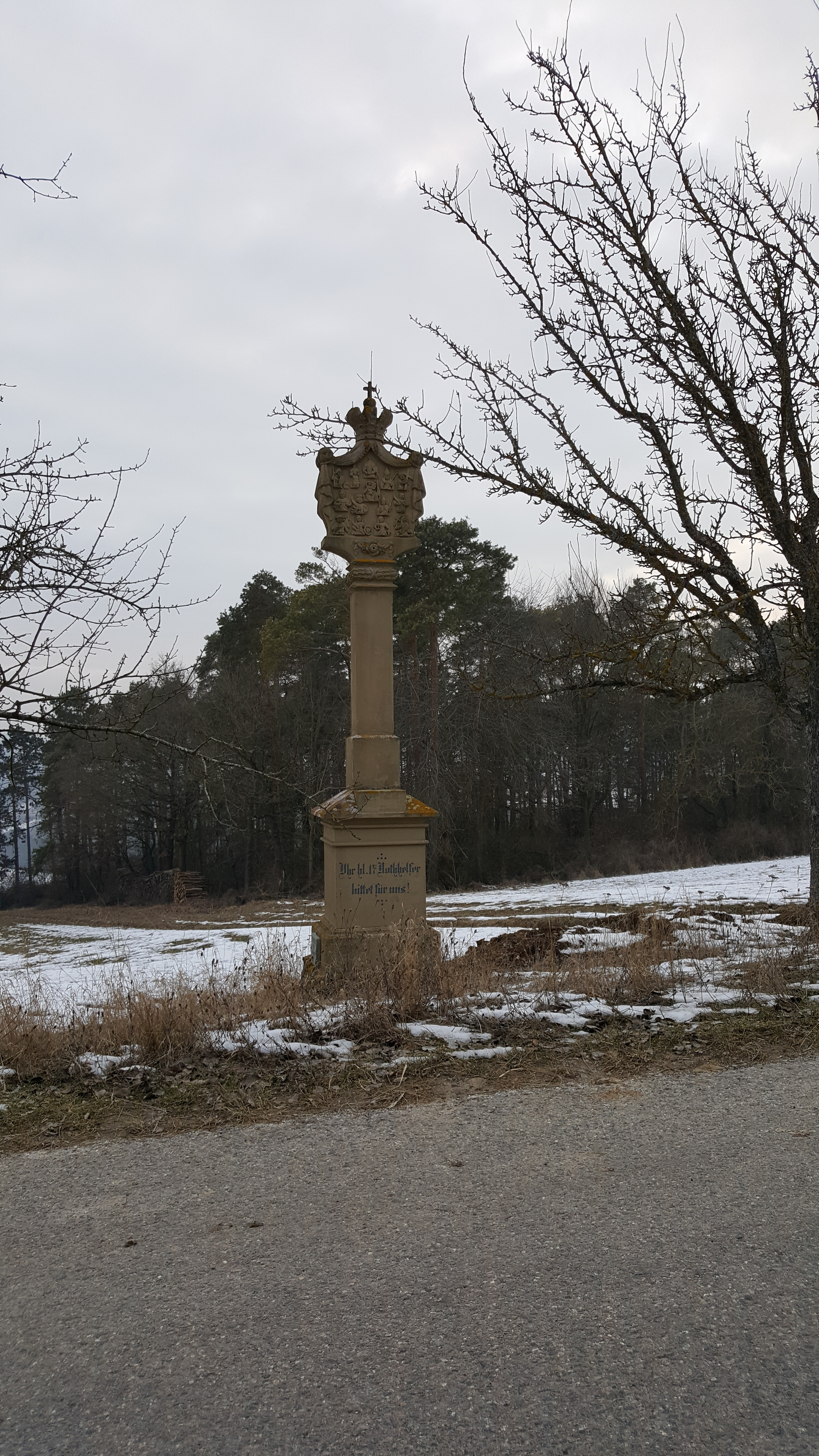
14 Nothelfer am linken Wegrand in Richtung Dittigheim
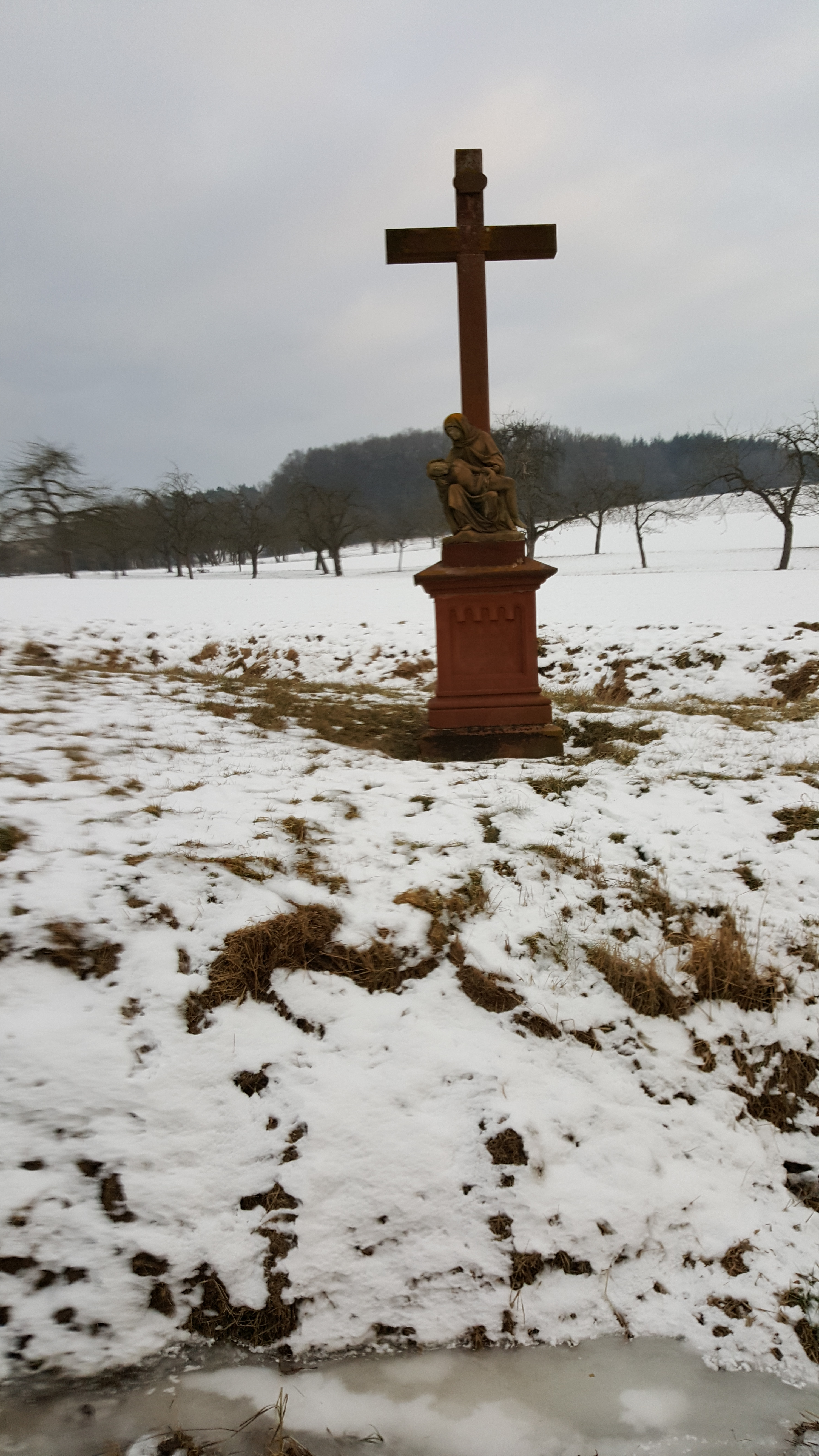
Pietà am linken Wegrand in Richtung Dittwar

#### Wetterkreuz
Etwa einen Kilometer südöstlich von Hof Steinbach wurde 1714 zum „ewigen Andenken“ an einen großen Gewitterschaden ein „Wetterkreuz“ errichtet, das auf vielen Wanderkarten ausgewiesen ist. Dessen Postament bildet den Grenzstein zu den Gemarkungen von fünf Altgemeinden (Oberlauda, Lauda, Distelhausen, Dittigheim und Dittwar), deren Ortswappen darauf abgebildet sind. Das Wetterkreuz wurde von einem Grünsfelder Bildhauer geschaffen.

### Regelmäßige Veranstaltungen
Jeweils jährlich in einer Scheune der Kleinsiedlung:
- Après-Ski-Party am 5. Januar (Am Abend vor Heilige Drei Könige)
- Almauftrieb im Mai
- Almabtrieb im August